# سنکا - درباره پیدایش زلزله
سنکا - دربارهٔ پیدایش زلزله (به انگلیسی: Seneca – On the Creation of Earthquakes) فیلمی محصول سال ۲۰۲۳ و به کارگردانی روبرت شونتکه است. در این فیلم بازیگرانی همچون جان مالکوویچ، لوئیس هوفمان، جرالدین چاپلین، تام زاندر، جولیان سندز، اندرو کوجی، لیلیت اشتاننبرگ، مری-لوئیز پارکر، الکساندر فلینگ و ساموئل فینتسی ایفای نقش کرده‌اند.